# Rio Fumaça (vattendrag i Brasilien, Minas Gerais)
Rio Fumaça är ett vattendrag i Brasilien.   Det ligger i delstaten Minas Gerais, i den sydöstra delen av landet, 800 km sydost om huvudstaden Brasília.
Omgivningen kring Rio Fumaça är huvudsakligen savann. Området är  glesbefolkat, med 19 invånare per kvadratkilometer.